# Global Chess League
Die Global Chess League ist ein Turnier im Mannschaftsschach, das seit 2023 jährlich gemeinsam von der FIDE und Tech Mahindra organisiert wird.

## Modus
Das Turnier findet als Doppelrundenturnier statt, jede Mannschaft spielt also zunächst 10 Partien. Anschließend treten die beiden besten Mannschaften gegeneinander im Finale in zwei weiteren Partien an. Die Global Chess League besteht aus sechs Mannschaften mit jeweils sechs Spielern. Die Mannschaften bestehen aus dem Spitzenspieler (Icon) an Brett 1, zwei Männern an den Brettern 2 und 3, zwei Frauen an den Brettern 4 und 5 und einem Junioren-Spieler an Brett 6. Die an der GCL teilnehmenden Spieler wählen sich ihr Team dabei nicht selber aus, sondern werden von den Organisatoren den Mannschaften zugeordnet.
Für einen Sieg mit den schwarzen Figuren werden 4 Brettpunkte (game points) vergeben, für einen Sieg mit den weißen Figuren 3. Ein Unentschieden gibt einen Punkt. Die Mannschaft, die mehr Brettpunkte erzielt, gewinnt 3 Mannschaftspunkte (match points), im Falle eines Gleichstands erhalten beide Mannschaften einen Punkt.
Die Partien werden mit einer Schnellschach-Bedenkzeit von 20 Minuten Startzeit pro Spieler ohne zusätzliches Zeitinkrement gespielt. Eine Remisvereinbarung ist erst nach dem 30. Zug möglich (Sofia-Regel).

## Saisons

### 2023
Die erste Austragung fand vom 22. Juni bis zum 2. Juli 2023 im Le Méridien Hotel in Dubai statt. Die Doppelrunde konnte Triveni Continental Kings um Lewon Aronjan für sich entscheiden, dieUpGrad Mumba Masters um Maxime Vachier-Lagrave zogen dahinter ebenfalls ins Finale. Nachdem beide Mannschaften jeweils ein Duell im Schnellschach gewinnen konnten, wurde ein Blitzschach-Duell ausgespielt, doch auch hier gewannen beide Mannschaften jeweils eine Partie (die Höhe der Siege war unbedeutend). Die Entscheidung fiel im Sudden Death nach weiteren vier Runden, ehe Jonas Buhl Bjerre seine Partie gegen Javohir Sindarov gewann.
Folgende Spieler traten in den sechs Mannschaften an:
| Brett | Spieler           |
| ----- | ----------------- |
| 1     | Lewon Aronjan     |
| 2     | Yu Yangyi         |
| 3     | Wei Yi            |
| 4     | Jekaterina Lagno  |
| 5     | Nana Dsagnidse    |
| 5     | Sara Khadem       |
| 6     | Jonas Buhl Bjerre |

| Brett | Spieler                |
| ----- | ---------------------- |
| 1     | Maxime Vachier-Lagrave |
| 2     | Alexander Grischtschuk |
| 3     | Santosh Gujrathi Vidit |
| 4     | K. Humpy               |
| 5     | D. Harika              |
| 6     | Javohir Sindarov       |

| Brett | Spieler             |
| ----- | ------------------- |
| 1     | Viswanathan Anand   |
| 2     | Richárd Rapport     |
| 3     | Leinier Domínguez   |
| 4     | Hou Yifan           |
| 5     | Bela Chotenaschwili |
| 6     | Andrei Jessipenko   |

| Brett | Spieler           |
| ----- | ----------------- |
| 1     | Magnus Carlsen    |
| 2     | D. Gukesh         |
| 3     | Erigaisi Arjun    |
| 4     | Irina Krush       |
| 5     | Elisabeth Pähtz   |
| 6     | R. Praggnanandhaa |

| Brett | Spieler              |
| ----- | -------------------- |
| 1     | Jan-Krzysztof Duda   |
| 2     | Şəhriyar Məmmədyarov |
| 3     | Daniil Dubow         |
| 4     | Alexandra Kostenjuk  |
| 5     | Polina Schuwalowa    |
| 6     | Nihal Sarin          |

| Brett | Spieler               |
| ----- | --------------------- |
| 1     | Jan Nepomnjaschtschi  |
| 2     | Nodirbek Abdusattorov |
| 3     | Teymur Rəcəbov        |
| 4     | Tan Zhongyi           |
| 5     | Nino Baziaschwili     |
| 6     | Raunak Sadhwani       |

Tabelle
| Pl. | Mannschaft                | BP | MP |      | TCK  | UMM  | GG   | SGAW | CGT  | BAK  |
| --- | ------------------------- | -- | -- | ---- | ---- | ---- | ---- | ---- | ---- | ---- |
| 1   | Triveni Continental Kings | 79 | 18 |      | –    | 7:8  | 11:6 | 7:8  | 10:9 | 10:9 |
| 2   | UpGrad Mumba Masters      | 83 | 16 | 10:4 | –    | 10:4 | 7:8  | 6:6  | 5:14 |      |
| 3   | Ganges Grandmasters       | 85 | 15 | 14:2 | 6:11 | –    | 8:10 | 10:4 | 11:6 |      |
| 4   | SG Alpine Warriors        | 78 | 15 | 8:10 | 2:18 | 6:11 | –    | 7:8  | 9:7  |      |
| 5   | Chingari Gulf Titans      | 80 | 13 | 7:8  | 12:3 | 9:7  | 6:11 | –    | 4:12 |      |
| 6   | Balan Alaskan Knights     | 84 | 12 | 8:10 | 8:5  | 7:8  | 10:9 | 3:15 | –    |      |

| Mannschaft                | 1 | 2  |    | 3 | 4  |   | 5 | 6 | 7 | 8 |
| ------------------------- | - | -- | -- | - | -- | - | - | - | - | - |
| Triveni Continental Kings | 9 | 3  |    | 5 | 13 |   | ½ | ½ | ½ | 1 |
| UpGrad Mumba Masters      | 7 | 12 | 14 | 7 | ½  | ½ | ½ | 0 |   |   |

### 2024
Die zweite Saison fand vom 3. bis zum 12. Oktober im Friends House in London statt. Die PBG Alaskan Knights dominierten dabei die Vorrunde mit acht Siegen aus den zehn Duellen, darunter alle Spiele mit Weiß. Die Triveni Continental Kings und Alpine SG Pipers kamen punktgleich auf den zweiten Rang, dank der höheren Zahl an Brettpunkten rückten aber die Triveni Continental Kings ins Finale weiter. Daran hatte nicht zuletzt eines der direkten Duelle großen Anteil, in dem die Triveni Continental Kings mit 17:4 den höchsten Sieg der ganzen Runde feierten. Im Finale gelang es den Triveni Continental Kings, die dominante Leistung der PBG Alaskan Knights zu brechen und das erste Spiel mit den weißen Figuren knapp mit 9:7 zu gewinnen. Im Rückspiel verloren sie zwar an zwei Brettern, konnten durch Siege mit Schwarz an drei weiteren Brettern aber einen deutlichen 13:7-Erfolg einfahren und sind mit den Siegen in beiden Finalpartien auch Gesamtsieger der Saison.
Folgende Spieler nehmen teil:
| Brett | Spieler             |
| ----- | ------------------- |
| 1     | Alireza Firouzja    |
| 2     | Wei Yi              |
| 3     | Teymur Rəcəbov      |
| 4     | Alexandra Kostenjuk |
| 5     | Walentina Gunina    |
| 6     | Javohir Sindarov    |

| Brett | Spieler                |
| ----- | ---------------------- |
| 1     | Maxime Vachier-Lagrave |
| 2     | Santosh Gujrathi Vidit |
| 3     | Pjotr Swidler          |
| 4     | K. Humpy               |
| 5     | D. Harika              |
| 6     | Raunak Sadhwani        |

| Brett | Spieler            |
| ----- | ------------------ |
| 1     | Viswanathan Anand  |
| 2     | Erigaisi Arjun     |
| 3     | Parham Maghsoodloo |
| 4     | R. Vaishali        |
| 5     | Nurgjul Salimowa   |
| 6     | Wolodar Mursin     |

| Brett | Spieler           |
| ----- | ----------------- |
| 1     | Magnus Carlsen    |
| 2     | R. Praggnanandhaa |
| 3     | Richárd Rapport   |
| 4     | Hou Yifan         |
| 5     | Jekaterina Lagno  |
| 6     | Daniel Dardha     |

| Brett | Spieler               |
| ----- | --------------------- |
| 1     | Hikaru Nakamura       |
| 2     | Jan-Krzysztof Duda    |
| 3     | Yu Yangyi             |
| 4     | Bibissara Assaubajewa |
| 5     | Elisabeth Pähtz       |
| 6     | Jonas Buhl Bjerre     |

| Brett | Spieler               |
| ----- | --------------------- |
| 1     | Anish Giri            |
| 2     | Nodirbek Abdusattorov |
| 3     | Şəhriyar Məmmədyarov  |
| 4     | Tan Zhongyi           |
| 5     | Alina Kaschlinskaja   |
| 6     | Nihal Sarin           |

Tabelle
| Pl. | Mannschaft                | BP  | MP |      | PAK  | TCK  | ASGP | AG   | uMM  | GG   |
| --- | ------------------------- | --- | -- | ---- | ---- | ---- | ---- | ---- | ---- | ---- |
| 1   | PBG Alaskan Knights       | 114 | 24 |      | –    | 12:8 | 9:7  | 14:2 | 8:5  | 12:3 |
| 2   | Triveni Continental Kings | 99  | 18 | 3:15 | –    | 9:7  | 5:14 | 12:3 | 8:10 |      |
| 3   | Alpine SG Pipers          | 88  | 18 | 9:7  | 4:17 | –    | 9:7  | 5:14 | 13:5 |      |
| 4   | American Gambits          | 73  | 12 | 5:14 | 3:15 | 6:11 | –    | 11:6 | 10:4 |      |
| 5   | upGrad Mumba Masters      | 74  | 9  | 10:9 | 8:10 | 4:12 | 6:11 | –    | 4:12 |      |
| 6   | Ganges Grandmasters       | 69  | 9  | 5:14 | 9:12 | 6:11 | 10:4 | 5:14 | –    |      |

| Mannschaft                | 1 | 2  |
| ------------------------- | - | -- |
| Triveni Continental Kings | 9 | 13 |
| PBG Alaskan Knights       | 7 | 7  |